# Чел Линдгрен
Др Чел Норвуд Линдгрен (енгл. Kjell Norwood Lindgren; Тајпеј, 23. јануар 1973) је астронаут агенције НАСА, изабран у астронаутској групи 2009. године. Први пут полетео је у свемир 22. јула 2015. као члан Експедиције 44/45 на Међународну свемирску станицу. На Земљу се вратио скоро пет месеци касније, 11. децембра 2015. До сада је акумулирао 141 дан у свемиру.
Докторирао је медицину на Универзитету у Колораду 2002. године.

## Галерија
- Линдгрен проба прву салату узгајану у свемиру са колегом Скотом Келијем
- Чел отвара пристигле свеже намирнице
- Линдгрен глуми Супермена у лабораторији Дестини
- Чел током вежбања на МСС